# MAC 주소

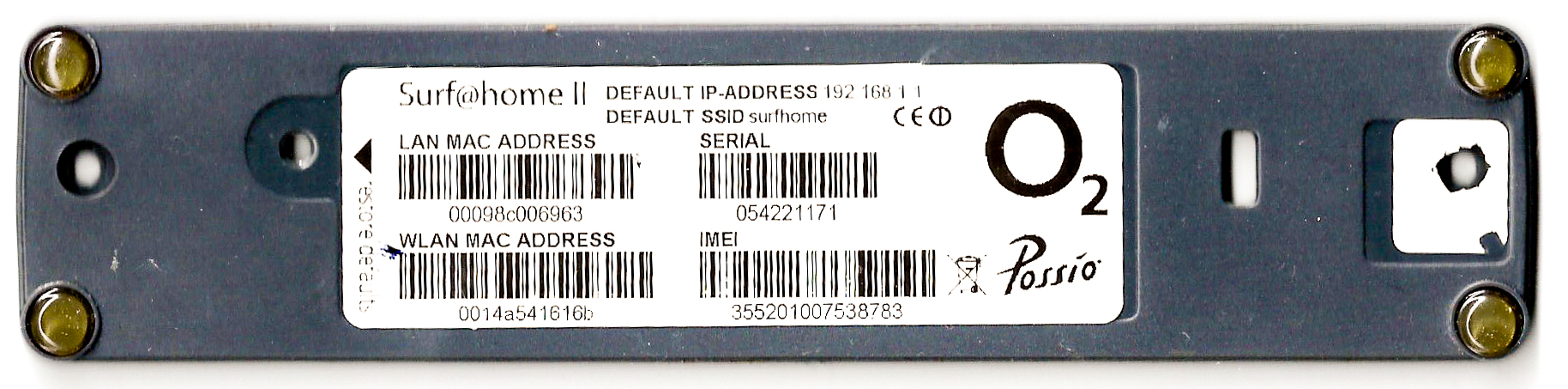
UMTS 라우터의 레이블에 LAN과 WLAN 모듈을 위한 MAC 주소가 있다.

MAC 주소(media access control address, MAC address)는 네트워크 세그먼트의 데이터 링크 계층에서 통신을 위한 네트워크 인터페이스에 할당된 고유 식별자이다.
MAC 주소는 이더넷과 와이파이를 포함한 대부분의 IEEE 802 네트워크 기술에 네트워크 주소로 사용된다. 논리적으로 MAC 주소는 매체 접근 제어 프로토콜이라는 OSI 모델의 하위 계층에서 사용된다.
MAC 주소는 대체적으로 네트워크 인터페이스 컨트롤러(NIC)의 제조업체가 할당하며 하드웨어에 저장되는데, 이는 마치 카드의 읽기 전용 메모리나 일부 다른 펌웨어 구조와 같다. 제조업체에 의해 할당되면 MAC 주소는 일반적으로 제조업체의 등록된 식별 번호로 인코딩되며 이를 BIA(burned-in address)로 부를 수 있다. 또, 이더넷 하드웨어 주소(Ethernet hardware address, EHA), 하드웨어 주소, 물리 주소(메모리 물리 주소와 다름)로 부르기도 한다. 이는 호스트 장치가 NIC에 명령을 할당하여 임의의 주소를 사용하는 프로그래밍된 주소와는 다른 것이다.
하나의 네트워크 노드는 여러 개의 NIC를 가질 수 있으며, 각 NIC는 고유한 MAC 주소를 가진다. 멀티레이어 스위치, 라우터와 같은 복잡한 네트워크 장비는 하나 이상의 영구적으로 할당된 MAC 주소가 필요할 수 있다.
MAC 주소는 전기 전자 기술자 협회(IEEE)에 관리되는 세 개의 이름공간들 중 하나의 규칙들을 따라 만든다: MAC-48, EUI-48, EUI-64. IEEE는 EUI-48과 EUI-64라는 이름에 대한 상표를 보유하고 있으며, 여기에서 EUI는 확장 고유 식별자(Extended Unique Identifier)의 준말이다.
- 지역적으로 관리되는 mac 주소를 제외하고, 일반적인 MAC 주소는 각각의 장비 벤더별로 고유한 번호를 갖고 있어서 본 정보를 통해서 해당 하드웨어의 제조사를 알 수 있는 정보로도 사용 가능하다.
- 국제 IEEE가 규정을 따르는 표준 MAC 주소는 총 48비트로 구성되어 있다. 이 중 첫 24비트는 OUI(Organizational Unique Identifier) 제조업체의 식별코드이며, NIC 제조업체의 정보를 파악할 수 있고, 24비트는 해당 업체의 랜 카드의 정보를 담고 있다.
- MAC 주소(어드레스) 6바이트(48비트)중 앞 3바이트(24비트)는 각각의 벤더별로 할당되어 있는 고유의 코드로 MAC만으로 어느벤더인지 확인이 가능하며, IEEE 해당 MAC 주소 관리 페이지 싸이트를 통해서 상위 3바이트(24비트)를 입력 후 Search 클릭하여 검색 가능하다.[3]

## 주소의 상세 설명
원래의 IEEE 802 MAC 주소는 오리지널 제록스 이더넷 어드레싱 스킴에서 비롯된다. 48비트 주소 공간은 잠재적으로 248, 즉 281,474,976,710,656개의 사용 가능한 MAC 주소를 포함한다.

### 전역 관리와 지역 관리
주소는 전역적으로 관리되는 주소(UAA, Universally Administered Address)이거나 지역적으로 관리되는 주소(LAA, Locally Administered Address) 중 하나가 될 수 있다. 전역적으로 관리되는 주소는 제조업체에 의해 고유하게 할당된다. 처음 3개의 옥텟(전송 순서대로)은 조직 고유 식별자(OUI)이며, 식별자를 발행한 조직을 식별한다. 그 다음의 3개(MAC-48 또는 EUI-48) 또는 5개(EUI-64)의 옥텟은 조직이 원하는 거의 모든 방식대로 조직에 의해 할당되며 이는 고유성의 제한에 종속된다. IEEE는 MAC-48 공간 사용 시 수명을 100년으로 두고 있지만, 대신 EUI-64의 채택을 장려한다. 지역적으로 관리되는 주소는 네트워크 관리자에 의해 장치에 할당되며 기록된 주소를 무효화할 수 있다. 지역적으로 관리되는 주소는 OUI가 포함되어 있지 않다.
전역적으로 관리되는 주소와 지역적으로 관리되는 주소는 주소의 첫 옥텟의 두 번째로 작은 비트로 설정함으로써 구별할 수 있다. 이 비트는 U/L 비트(Universal/Local의 준말)로도 부르며, 주소가 어떻게 관리될지를 식별한다. 비트가 0이면 주소는 전역적으로 관리되며, 1이면 지역적으로 관리된다. 주소 06-00-00-00-00-00의 예에서 첫 옥텟은 06(16진)이며, 이것의 이진 형태는 00000110인데 여기에서 두 번째로 작은 비트가 1이다. 그러므로 이것은 지역적으로 관리되는 주소이다. 즉, 이 비트는 모든 OUI에서 0이 된다.

### 유니캐스트와 멀티캐스트
주소의 첫 옥텟의 최하위 비트를 0으로 설정하면, 프레임은 하나의 수신 중인 NIC에만 도달하는 것을 의미한다. 이러한 종류의 전송을 유니캐스트라 부른다. 유니캐스트 프레임은 충돌 도메인 안의 모든 노드에 전송되어, 일반적으로 가장 가까운 네트워크 스위치나 라우터에 이르게 된다. 스위치는 어느 포트가 해당 MAC 주소에 도달하는지 알 수 없는 상황이라면 유니캐스트 프레임을 모든 포트에 걸쳐 포워드하고, 도달 여부를 알 수 있다면 적절한 포트로 전송한다. (프레임을 시작한 포트는 제외) 일치하는 하드웨어 MAC 주소가 있는 노드만 프레임을 받아들이며, 일치하지 않은 MAC 주소의 네트워크 프레임은 장치가 무차별 모드에서 동작하지 않으면 무시된다.
첫 옥텟의 최하위 비트를 1로 설정하면, 프레임은 한 번만 전송된다. 그러나 NIC는 MAC 주소 일치 외에 다른 기준에 기반하여 이를 받아들일지 선택한다: 예를 들어, 수락되는 멀티캐스트 MAC 주소의 구성 가능한 목록에 따라 결정될 수 있다. 이는 멀티캐스트 어드레싱으로 부른다.

## 응용
다음의 기술들이 MAC-48 식별자 형식을 사용한다:
- 이더넷
- 802.11 무선 네트워크
- 블루투스
- IEEE 802.5 토큰링
- 다른 대부분의 IEEE 802 네트워크
- FDDI (광섬유 분산 데이터 인터페이스)
- ATM (NSAP 주소의 일부로서, 교환 가상 연결 전용)
- 파이버 채널, 직렬 SCSI (월드 와이드 네임의 일부)
- ITU-T G.hn 표준 (전력선을 이용하여 최대 초속 1기가비트의 LAN 구성 방식을 제공.)

이더넷과 와이파이와 같은 IEEE 802 네트워크에 연결하는 모든 장치는 MAC-48 주소가 있다. MAC-48을 사용하는 일반적인 컨슈머 장치에는 모든 PC, 스마트폰, 태블릿 컴퓨터가 포함된다.
EUI-64 식별자는 다음에 쓰인다:
- 파이어와이어
- IPv6
- 직비 / 802.15.4 / 6LoWPAN

## hosts에서의 이용
이더넷과 같은 브로드캐스트 네트워크에서 MAC 주소는 해당 세그먼트의 각 노드를 고유하게 식별하며 프레임들을 특정 호스트를 위해 구별할 수 있게 도와준다.
영구적이고 전역적인 고유 식별을 위해 고안되었지만 현대의 대부분의 하드웨어의 MAC 주소를 변경할 수 있다. MAC 주소를 변경하는 일은 네트워크 가상화에서 필수적이다. 보안 취약점을 활용하는 과정에도 사용할 수 있는데, 이를 MAC 스푸핑(MAC spoofing)이라고 한다.

## 같이 보기
- NSAP 주소